# 藍浦長門
藍浦 長門（あいうら ながと）は、戦国時代から安土桃山時代にかけての武将。上杉謙信の家臣。

## 経歴
第1次七尾城の戦いにて謙信が越後国に帰国後、能登国富来城を守ったが、天正5年（1577年）5月、長続連率いる畠山軍の反撃を受け自刃した。